# Тарасенко Володимир Стефанович
Володимир Стефанович Тарасенко (15 січня 1940, село Вишневе, тепер Тростянецького району Сумської області — 16 квітня 2021, смт Губиниха Новомосковського району Дніпропетровської області) — український радянський діяч, голова колгоспу імені Котовського Новомосковського району Дніпропетровської області. Депутат Верховної Ради УРСР 10—11-го скликань.

## Біографія
Закінчив Харківський зооветеринарний інститут.
У 1962—1966 роках — головний зоотехнік колгоспу імені Кірова Новомосковського району Дніпропетровської області.
У 1966—1976 роках — голова колгоспу «Україна» Новомосковського району Дніпропетровської області.
Член КПРС з 1967 року.
З 1976 року — голова колгоспу імені Котовського селища Губиниха Новомосковського району Дніпропетровської області.
Понад 21 рік працював головою правління колгоспу, потім очолював сільськогосподарські підприємства (фермерське господарство «Горизонт») селища Губинихи Новомосковського району Дніпропетровської області.

## Нагороди
- ордени
- медалі